# Camarzana de Tera
Camarzana de Tera è un comune della provincia di Zamora (Spagna), nella comunità autonoma di Castiglia e León, situato nella riva del fiume Tera. Fa parte della comarca di Benavente y Los Valles. Secondo l'ultimo censimento, ha 1 011 abitanti (INE 2005).

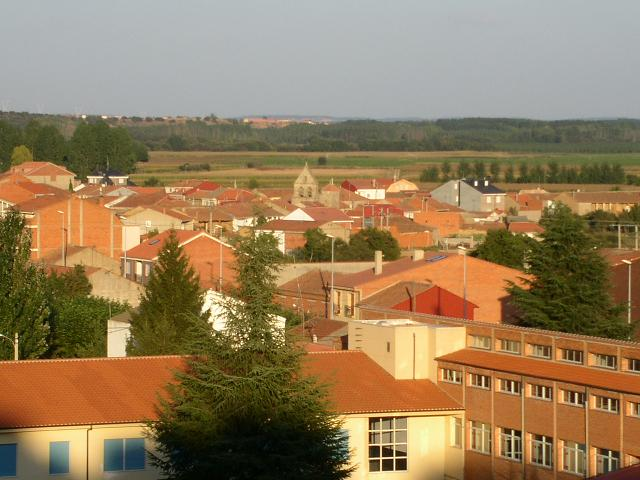
Vista del paese

## Storia
Le tracce più antiche del paese risalgono all'età della pietra, durante la quale il paese si collocava in una zona elevata e molto protetta chiamata castro. Dagli scavi archeologici portati a buon fine si sono trovati moltitudini di vasi in ceramica e le vestigia delle tipiche palloze  celtiche di forma circolare.
Il castro, come primitiva tipologia urbana, lasciò il posto ad una nuova villa romana collocata alle sue spalle. Di quest'epoca ancora appaiono moltitudini di frammenti di mosaici romani, così come resti di infrastrutture urbanistiche come strade di pietra o acquedotti.

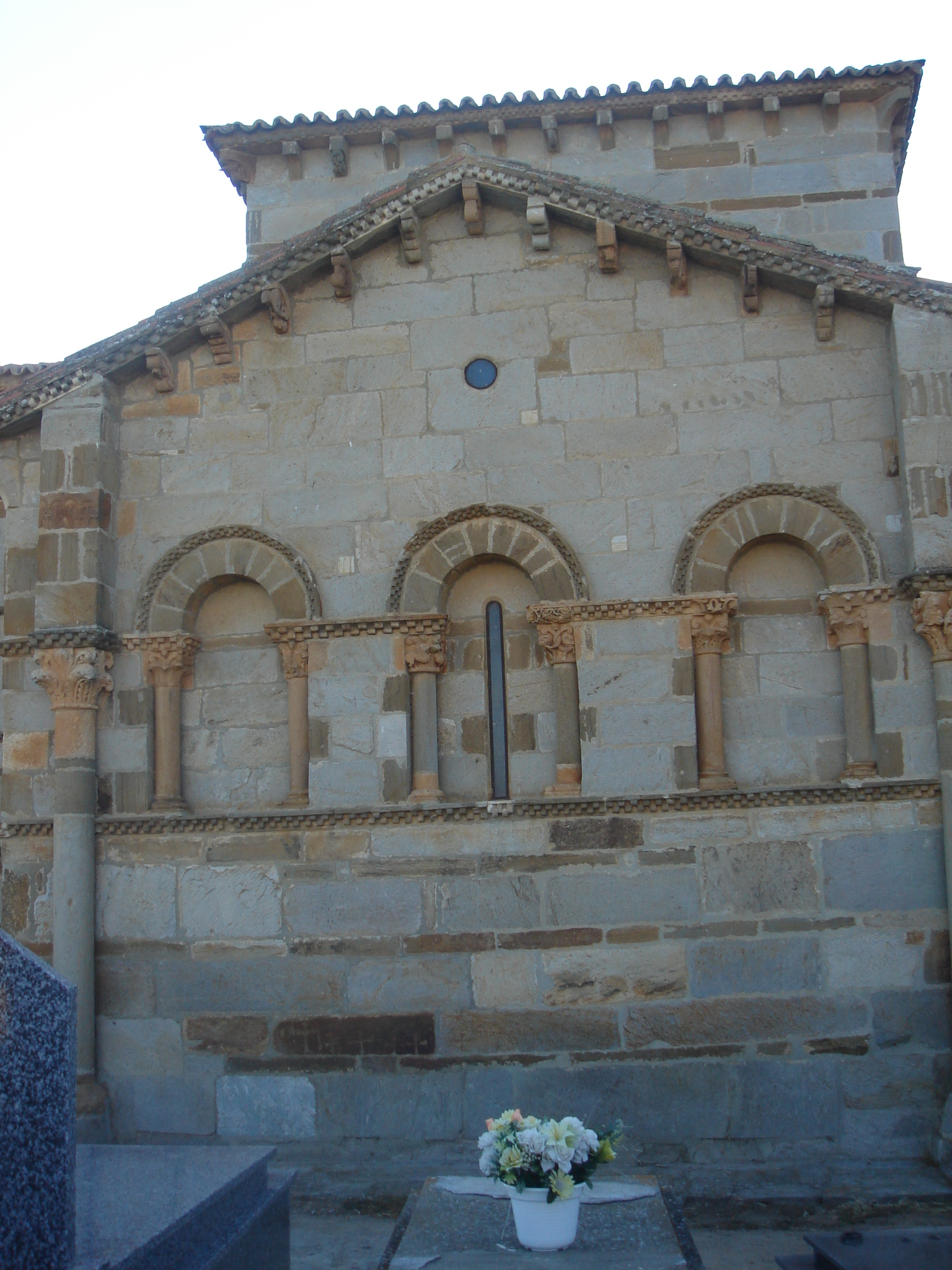
Monastero di Santa Marta di Tera

Anche il medioevo lasciò qualche vestigia in questo paese e così attraverso le cronache del monastero del vicino paese di Santa Marta di Tera abbiamo conoscenza dell'esistenza di un esuberante monastero chiamato de San Miguel che deve aver avuto una grande attività prima di essere distrutto dalle truppe di Almanzore nella sua incursione a Santiago di Compostela.
Attualmente il paese è una comunità agricola-allevatrice e di servizi, che soffre come tutti i nuclei rurali della zona di una spopolazione progressiva. Alcuni indizi di recupero economico tramite delle sovvenzioni ad alcuni prodotti agricoli e d'allevamento, uniti al turismo di stagione hanno iniziato a riattivare l'economia.

## Geografia e demografia
Il paese presenta una superficie di 48 km² e le seguenti coordinate grografiche: latitudine, 41.997°; longitudine: 6.029', e altitudine, 777 mt.
La densità della popolazione è di 21,1 abitanti/km². Il municipio ha perso lo 8,1% della sua popolazione nella decade 1996 - 2005. La quota di minore popolazione risale all'anno 2004; e da allora c'è stata una lieve ripresa nei abitanti.
Oltre che Camarzana de Tera propriamente detto, il comune ha tre nuclei urbani: Santa Marta de Tera, San Juanico el Nuevo e Cabañas de Tera. Il registro comunale attuale mostra il seguente sommario di popolazione: Uomini: 495; Donne: 521; Totale: 1 016 abitanti.
La località di Camarzana de Tera, al momento ha 491 abitanti, di cui 246 sono uomini e 245 sono donne.

## Arte

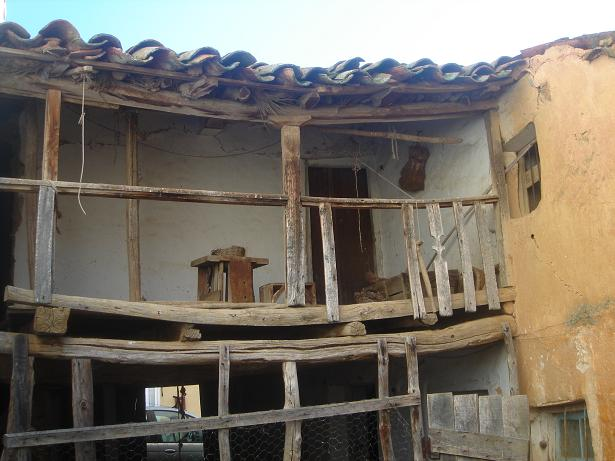
Corridoio casa rurale di Camarzana

Si devono ricordare due elementi architettonici di grande interesse: la sua chiesa parrocchiale, che ospita al suo interno una bella pala d'altare in stile barocco e la sua chiesa isolata della Trinità, nella quale, nonostante l'usurpazione, possiamo ammirare una bella pala d'altare.
Una menzione a parte merita la sua tradizionale architettura rurale che ancora conserva alcuni esempi di case d'argilla e pareti d'argilla e legno con pratici balconi di legno nella facciata e nei corridoi, anch'essi di legno nella parte posteriore.

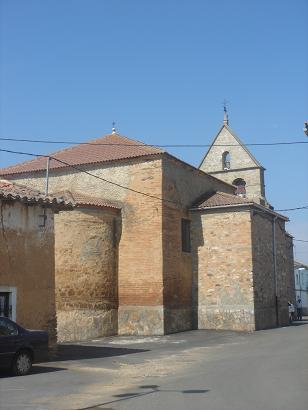
Chiesa del paese

## Festività
Merita un interessamento la Festa della Trinità che si celebra nell'omonima chiesa e che risale al secolo XVII; in essa, oltre a cerimonie religiose, i confratelli offrono a tutti i partecipanti il tipico pane, formaggio e vino della zona che è gustato all'ombra dei frassini e dei pioppi che circondano la chiesa. Essa si celebra alla fine di maggio o all'inizio di giugno, a seconda della data della Settimana Santa.
La festa patronale dell'Assunzione, il 15 agosto, conserva ancora alcune vestigia tradizionali del passato, come la processione dell'Assunzione che il giorno 15 percorre le vie del paese e quella di San Rocco il giorno seguente, come ringraziamento per la guarigione dalla peste bubbonica che risale al periodo medievale.

## Bellezze naturali
Il paese presenta due zone chiaramente delimitate e ricche di fauna e flora.
Da un lato il monte, dove prevale la quercia insieme a ginestro, cisto, timo e dove si può incontrare una grande varietà di piccoli mammiferi, come il coniglio o la lepre. Grazie all'isolamento provocato dalla costruzione dell'autostrada A-52, i cervi della vicina catena montuosa della Culebra si sono stabiliti nella zona. Inoltre si è recuperato il falco.
Il bosco lungo le sponde del fiume ospita una flora ricca di ontani neri e frassini, assieme ad un corso d'acqua che passa da tranquilli ristagni a piccole rapidi, per il piacere degli orecchi. Abbonda la popolazione di passeri cantori e non mancano neanche le popolazioni d'anatre migratorie.
La fauna fluviale è praticamente estinta a causa della costruzione di varie prese fluviali nel tratto alto del fiume, che ha provocato un'alterazione innaturale della temperatura dell'acqua e che blocca l'apertura delle uova dei pesci; così pian piano sono sparite le popolazioni delle trotte, del barbo comune e della lasca iberica, che non molti anni fa facevano la felicità di tutti i pescatori della zona.

## Gastronomia
Per quanto riguarda la sua gastronomia, merita segnalare alcune ricette tradizionali connesse ai prodotti della zona e della grande tradizione familiare.
Una di queste ricette è il fegato di maiale arrostito alla brace: nella macellazione del maiale, una volta si estraeva il fegato; questo veniva arrostito sulle brace della quercia, si soffriggeva col olio d'oliva, aceto e sale, e accompagnato da un bicchiere di vino si serviva come antipasto nel pasto tradizionale della macellazione.
Un'altra delle ricette associate alla macellazione è un dessert che attualmente è un po' forte ma in altre epoche era molto energetico e necessario dato il duro lavoro che si realizzava, i "cuscarones". Si preparavano col burro di maiale, farina, acqua e miele. Si mescolavano col acqua e burro di maiale e quando erano molto caldi si aggiungeva farina lentamente, mescolando costantemente per evitare i grumi; una volta addensato, si aggiungeva il miele per addolcirne il sapore e si serviva caldo.

## Tradizione agricole e d'allevamento
Mietitura
Anticamente, con l'arrivo dell'estate, comparivano una serie di lavori agricoli relazionati ai cereali (frumento, orzo, segale). Questo lavoro attraversava diverse fasi, tutte riprese dalla tradizione letteraria e musicale della zona. S'iniziava con la mietitura e legatura dei covoni nelle terre; seguiva il trasporto (in carri di legno trainati da vacche), già nell'aia il frumento si metteva in grandi contenitori fino a quando incominciava la trebbiatura; nella quale s'impiegavano non solo le vacche ma anche i cavalli, mule e asini. Una volta trebbiato, si mescolava e si sperava che arrivasse il vento per pulire la mietitura e separare così il frumento dalla paglia, il lavoro dell'aia finiva quando la paglia veniva portata ai pagliai per il sostentamento del bestiame o per usarla semplicemente come letto caldo per gli animali nei freddi inverni.
Vendemmia
Un'altra delle tradizioni tutt'oggi conservate è la vendemmia. Il paese dispone di un numero considerevole di vigne, anche se non c'è una varietà predominante, per cui non possiamo parlare di un vino selezionato, ma ecologico e artigianale, dovuto alla sua composizione e trattamento. Anticamente, la vendemmia si realizzava in robusti sacchi di vimine, nei quali si raccoglieva l'uva che veniva trasportata al frantoio dalle botteghe, queste ultime venivano ricavate dalle escavazioni manuali nei fangai che circondano il paese. Una volta estratto il mosto, s'introduceva in grandi botti di rovere assieme ai raspi e alle bucce dell'uva e si lasciava fermentare finché aveva riposato e perso la dolcezza, allora s'incominciava a consumare come vino giovane per rallegrare le lunghe serate invernali e le felici celebrazioni familiari (matrimoni, battesimi..), era anche presente nei tristi addii degli esseri amati (forse per il detto che fa dimenticare le pene).
L'uccisione del maiale
Un'altra delle tradizioni ancora esistenti a Camarzana de Tera è l'uccisione del maiale. Questo era un lavoro che veniva svolto da tutti i membri della famiglia; dal nonno al più piccolo componente, ed era anche un motivo per riunire tutti i familiari, visto che non solo partecipavano i membri più stretti ma anche gli zii, cugini e altri parenti, addirittura i vicini venivano invitati a tale attesa festa. Le uccisioni iniziavano quando comparivano le prime gelate, a metà di novembre, che si estendevano sino agli inizi di febbraio. Una volta legato il maiale ad un tavolo di legno e afferrato dagli uomini più forti, il macellaio compieva il suo lavoro ed il sangue veniva raccolto in un vaso d'argilla, dato che era uno dei condimenti delle molteplici pietanze.
Una volta morto, il maiale veniva brucciachiato con fasce di paglia di segale preparate al momento della trebbiatura; in seguito si lavava utilizzando delle vasche ed acqua molto calda. Infine si squartava il maiale e si estraevano le interiora che venivano conservate in secchi per procedere al loro lavaggio ed ottenere le budella dove si sarebbero insaccate le salsicce. Il maiale veniva messo per 24 ore in una stanza fredda e l'indomani veniva scomposto, separando le differenti parti per il suo consumo immediato o successivo: prosciutti, spalla, lombata, orecchie, ecc. Con la carne si preparavano i "chichos": carne tritata con paprica, aglio, origano e acqua che serviva per insaccarli nelle budella ed elaborare il tradizionale salsicciotto zamorano. I prosciutti si pulivano e si consumavano una volta arrivata l'estate. Rimaneva ancora un altro lavoro, che era quello di sciogliere il grasso; lavoro che veniva realizzato in un paiolo di rame appeso sopra il fuoco, dove si aggiungeva parte del lardo del maiale. Una volta estratto il grasso, s'immagazzinava in recipienti d'argilla e serviva come condimento nella maggioranza delle ricette culinarie tradizionali (dalle coppe di patate delle colazioni, alle zuppe d'aglio della cena).